# Barthold van Riemsdijk
Jhr. Barthold Willem Floris van Riemsdijk (Maastricht, 30 augustus 1850 -  Amsterdam, 23 februari 1942) was een Nederlands museumdirecteur, historicus en kunstschilder. Hij was tussen 1897 en 1921 directeur van het Rijksmuseum Amsterdam.

## Loopbaan
Van Riemsdijk was tussen 1888 en 1929 beheerder van het Prinsenhof in Delft. Tussen 1897 en 1921 was hij hoofddirecteur van het Rijksmuseum. Van Riemsdijk was actief als tekenaar, onder meer van antiquiteiten en kastelen.